# Coincya wrightii
Coincya wrightii är en korsblommig växtart som först beskrevs av Otto Eugen Schulz, och fick sitt nu gällande namn av Clive Anthony Stace. Coincya wrightii ingår i släktet lacksenaper, och familjen korsblommiga växter. Inga underarter finns listade i Catalogue of Life.

## Bildgalleri

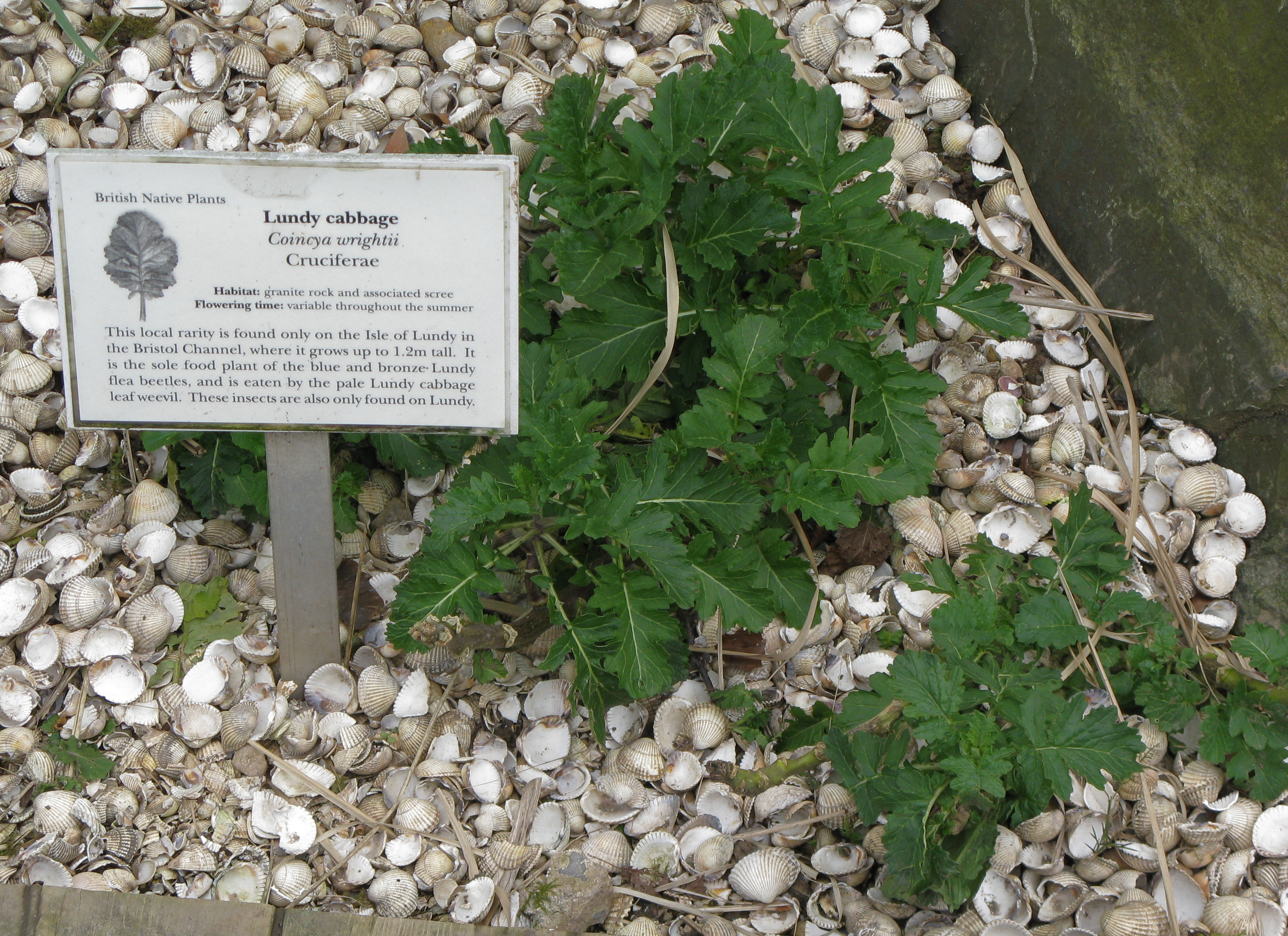